# Alexander Urbom
Alexander Urbom (né le 20 décembre 1990 à Stockholm en Suède) est un joueur professionnel de hockey sur glace suédois.

## Biographie

### Carrière en club
Formé au Hammarby IF, il débute dans l'Elitserien avec le Djurgårdens IF. Il est choisi au troisième tour en soixante-treizième position du repêchage d'entrée dans la LNH 2009 par les Devils du New Jersey. Il est repêché en vingt-troisième position par les Wheat Kings de Brandon lors de la sélection européenne de la Ligue canadienne de hockey. Il part alors en Amérique du Nord et débute dans la Ligue de hockey de l'Ouest. Les Wheat Kings disputent la Coupe Memorial 2010 organisée à domicile. Le 8 octobre 2010, il joue son premier match dans la Ligue nationale de hockey face aux Stars de Dallas. Il passe la majeure partie de sa première saison professionnelle avec les Devils d'Albany, club ferme des Devils dans la Ligue américaine de hockey. Il marque son premier but dans la LNH le 10 avril 2011 contre les Bruins de Boston.
Après avoir été soumis au ballottage par les Devils, il est réclamé le 3 octobre 2013 par les Capitals de Washington.

### Carrière internationale
Il représente la Suède au niveau international. Il prend part aux sélections jeunes.

## Statistiques
| Saison     | Équipe                 | Ligue          |    | Saison régulière | Saison régulière | Saison régulière | Saison régulière | Saison régulière |   | Séries éliminatoires | Séries éliminatoires | Séries éliminatoires | Séries éliminatoires | Séries éliminatoires |
| Saison     | Équipe                 | Ligue          | PJ | B                | A                | Pts              | Pun              | PJ               | B | A                    | Pts                  | Pun                  |                      |                      |
| 2008-2009  | Djurgårdens IF         | Elitserien     | 28 | 0                | 0                | 0                | 2                | -                | - | -                    | -                    | -                    |                      |                      |
| 2009-2010  | Wheat Kings de Brandon | LHOu           | 66 | 12               | 21               | 33               | 87               | 15               | 4 | 3                    | 7                    | 17                   |                      |                      |
| 2010       | Wheat Kings de Brandon | Coupe Memorial | 5  | 1                | 1                | 2                | 4                | -                | - | -                    | -                    | -                    |                      |                      |
| 2010-2011  | Devils du New Jersey   | LNH            | 8  | 1                | 0                | 1                | 0                | -                | - | -                    | -                    | -                    |                      |                      |
| 2010-2011  | Devils d'Albany        | LAH            | 72 | 2                | 21               | 23               | 64               | -                | - | -                    | -                    | -                    |                      |                      |
| 2011-2012  | Devils du New Jersey   | LNH            | 5  | 1                | 0                | 1                | 9                | -                | - | -                    | -                    | -                    |                      |                      |
| 2011-2012  | Devils d'Albany        | LAH            | 50 | 2                | 10               | 12               | 33               | -                | - | -                    | -                    | -                    |                      |                      |
| 2012-2013  | Devils du New Jersey   | LNH            | 1  | 0                | 0                | 0                | 0                | -                | - | -                    | -                    | -                    |                      |                      |
| 2012-2013  | Devils d'Albany        | LAH            | 68 | 0                | 8                | 8                | 64               | -                | - | -                    | -                    | -                    |                      |                      |
| 2013-2014  | Capitals de Washington | LNH            | 20 | 1                | 1                | 2                | 19               | -                | - | -                    | -                    | -                    |                      |                      |
| 2013-2014  | Devils d'Albany        | LAH            | 35 | 1                | 10               | 11               | 26               | 3                | 0 | 0                    | 0                    | 0                    |                      |                      |
| 2014-2015  | Severstal Tcherepovets | KHL            | 56 | 1                | 7                | 8                | 34               | -                | - | -                    | -                    | -                    |                      |                      |
| 2015-2016  | Skellefteå AIK         | SHL            | 47 | 0                | 6                | 6                | 75               | 13               | 0 | 1                    | 1                    | 6                    |                      |                      |
| 2016-2017  | Djurgardens IF         | SHL            | 51 | 0                | 10               | 10               | 95               | 3                | 0 | 1                    | 1                    | 6                    |                      |                      |
| 2017-2018  | Djurgardens IF         | SHL            | 38 | 1                | 1                | 2                | 24               | 11               | 0 | 3                    | 3                    | 0                    |                      |                      |
| 2018-2019  | Djurgardens IF         | SHL            | 44 | 1                | 4                | 5                | 22               | 14               | 0 | 0                    | 0                    | 2                    |                      |                      |
| 2019-2020  | Düsseldorfer EG        | DEL            | 36 | 3                | 3                | 6                | 12               | -                | - | -                    | -                    | -                    |                      |                      |
| 2020-2021  | EC Red Bull Salzbourg  | ICEHL          | 4  | 1                | 0                | 1                | 2                | 11               | 0 | 1                    | 1                    | 6                    |                      |                      |
| Totaux LNH | Totaux LNH             | Totaux LNH     | 34 | 3                | 1                | 4                | 28               | -                | - | -                    | -                    | -                    |                      |                      |